# Linley Frame
Linley Margaret Frame (Melbourne, 12 novembre 1971) è un'ex nuotatrice australiana.

## Carriera
Specializzata nella rana, ha vinto il titolo mondiale sui 100m ai campionati di Perth 1991.

## Palmarès
- Mondiali

Perth 1991: oro nei 100m rana, argento nei 200m rana e nella 4x100m misti.
- Mondiali in vasca corta

Palma di Maiorca 1993: argento nei 100m rana.
Rio de Janeiro: bronzo nei 100m rana.
- Giochi PanPacifici

Edmonton 1991: oro nei 100m rana e argento nella 4x100m misti.